# Anton Kret
Anton Kret (1. dubna 1930 Smižany, Slovensko – 6. února 2019) byl slovenský spisovatel, dramaturg a nositel ceny Štefana Hozy (2006).

## Život
Absolvoval studium divadelních věd a dramaturgie na VŠMU v Bratislavě a pak filologické aspirantské studium na Akademii společenských věd v Moskvě. Byl hlavním dramaturgem Slovenského národního divadla v Bratislavě (1959–1963 a 1971–1992). Přednášel na VŠMU v Bratislavě (od r. 1959) a na Akademii umění v Banské Bystrici od r.1997 předměty estetika divadla, dějiny slovanských divadel a analýza dramatického díla. Byl šéfredaktorem časopisu Javisko (1992–1996). Psal studie a doslovy ke knižním vydáním teatrologických a dramatických prací, kritiky a recenze z oblasti profesionálního divadla. Celoživotně se věnuje ochotnickému divadlu, pro které psal stati, články, recenze a také knižně vydané metodické materiály. Je autorem rozhlasových prozaických prací a je také překladatelem. Z ruštiny přeložil až 150 divadelních her a také teoretické práce o divadle. Od roku 1990 předsedal Spolku přátel Spiše, vydávajícímu naučné a propagační publikace.

## Dílo
Tiskem byly vydány jeho monografické práce pod vlastním jménem a také pod pseudonymy Kamil Pichňa, Anton Semko a A. K. Vengur.
v různých edicích:
- Bojím sa nebáť
- Breviár rečňovača alebo Prznenie rodného jazyka v praxi
- Čas zázračnice
- Divadlo zvnútra ve třech vydáních
- Estetické marginálie
- Herec (L. Chudík)
- Krátky slovník nárečia slovenského spišského
- Panna z Tatier
- Pokus o výklad a spresnenie niektorých pojmov a termínov z oblasti dramatického umenia
- Režisér Pavol Haspra
- Smrť dynama v kyslom daždi romaneto
- Zábavky s veršom
  - … a jiné

## Autorské dramatizace
- Donské povídky M. A. Šolochova
- Bitva u Lučence A. Jiráska
- Portréty panny Babety J. Chalupky
- Dvanáct křesel ruských klasiků Iľfa a Petrova

… a jiné